# Xã Colony, Quận Knox, Missouri
Xã Colony (tiếng Anh: Colony Township) là một xã thuộc quận Knox, tiểu bang Missouri, Hoa Kỳ. Năm 2010, dân số của xã này là 180 người.